# Valle Gómez (estación)
Valle Gómez es una de las estaciones que forman parte del Metro de Ciudad de México, perteneciente a la Línea 5. Se ubica al norte de la Ciudad de México, en el límite de las alcaldías Gustavo A. Madero y Venustiano Carranza.

## Información general
Toma su nombre de estar ubicada en la Colonia Valle Gómez. Antiguamente, el terreno en donde ahora se levanta dicha colonia era un potrero en el cual abundaban los magueyes o agaves, los cuales inspiran el símbolo de la estación.

### Afluencia
El número total de usuarios en 2014 para esta estación fue de 1,423,302. El número de usuarios promedio para el mismo año fue el siguiente:
| Tipo de día   | Afluencia promedio estación "Valle Gómez" |
| ------------- | ----------------------------------------- |
| Día festivo   | 2,357                                     |
| Día laboral   | 4,311                                     |
| Fin de semana | 3,040                                     |
| Anual         | 3,895                                     |

La siguiente tabla muestra la afluencia de la estación en los últimos 10 años:
| Afluencia Anual de Pasajeros | Afluencia Anual de Pasajeros | Afluencia Anual de Pasajeros | Afluencia Anual de Pasajeros | Afluencia Anual de Pasajeros | Afluencia Anual de Pasajeros |
| ---------------------------- | ---------------------------- | ---------------------------- | ---------------------------- | ---------------------------- | ---------------------------- |
| Año                          | Afluencia                    | A Diario                     | Ranking Anual                | Aumento%                     | Ref.                         |
| 2024                         | -                            | -                            | -                            | -                            |                              |
| 2023                         | 1,451,279                    | 3,976                        | 171°/195                     | +11.57%                      | [ 3 ]                        |
| 2022                         | 1,300,746                    | 3,563                        | 169°/195                     | +42.48%                      | [ 4 ]                        |
| 2021                         | 912,959                      | 2,501                        | 180°/195                     | +5.65%                       | [ 5 ]                        |
| 2020                         | 864,127                      | 2,361                        | 190°/195                     | -46.39%                      | [ 6 ]                        |
| 2019                         | 1,611,907                    | 4,416                        | 189°/195                     | -3.03%                       | [ 7 ]                        |
| 2018                         | 1,662,292                    | 4,554                        | 189°/195                     | +2.58%                       | [ 8 ]                        |
| 2017                         | 1,620,478                    | 4,439                        | 189°/195                     | -2.26%                       | [ 9 ]                        |
| 2016                         | 1,657,884                    | 4,529                        | 188°/195                     | +1.33%                       | [ 10 ]                       |
| 2015                         | 1,636,122                    | 4,482                        | 180°/195                     | +1.76%                       | [ 11 ]                       |

## Conectividad

### Salidas
- Norte: Circuito Interior Av. Río Consulado Nte. y Norte 50, Colonia 7 de Noviembre.
- Sur: Circuito Interior Av. Río Consulado Sur y Avenida Real del Monte, Colonia Valle Gómez.